# رودولف أندرياسن
رودولف أندرياسن (بالنرويجية البوكمول: Rudolf Andreassen)‏ (22 يونيو 1909 – 26 ديسمبر 1983) هو ملاكم نرويجي راحل، مثّل بلاده في الألعاب الأولمبية الصيفية 1936.

## روابط خارجية
رودولف أندرياسن على موقع أوليمبيديا (الإنجليزية)